# Ježura australská
Ježura australská (Tachyglossus aculeatus) je jedním ze čtyř žijících druhů australských ježur a pouze jediný člen rodu Tachyglossus. Ježura australská je pokryta kožešinou, na hřbetě tmavohnědou a na břiše světlehnědou, a ostny.

## Taxonomie a evoluce
Ježura australská byla poprvé popsána George Shawem v roce 1792. Pojmenoval ji vědeckým jménem Myrmecophaga aculeata, neboť se domníval, že je v příbuzenském vztahu s jihoamerickými mravenečníky. Od Shawa byl vědecký název ježury čtyřikrát změněn, od původního názvu M. aculeata na Ornithorhynchus hystrix, Echidna hystrix, Echidna aculeata a konečně na Tachyglossus aculeatus. Výraz Tachyglossus znamená „rychlý jazyk“ s ohledem na rychlost, se kterou ježura jazyku používá při lovu mravenců a termitů. Výraz aculeatus v překladu znamená „trnitý“ nebo také „vybavený ostny“.
V angličtině zní název ježury „Short-beaked Echidna, neboli v překladu Echidna s krátkým zobákem. Echidna byla dle řecké mytologie napůl žena a napůl had. Tento název tedy souvisí s tím, že ježura vykazuje některé znaky savců a některé znaky naopak podobné plazům (snášení vajec, kloaka, třetí víčko – mžurka a nestálá tělní teplota). Německý název je podobný – „Kurzschnabeligel“, což znamená ježek (Igel) s krátkým (kurz) zobákem (Schnabel).
Ježura australská je jediným členem rodu Tachyglossus, sdílí čeleď Tachyglossidae s žijícími druhy rodu Zaglossus, který se vyskytuje na Nové Guineji. Rod Zaglossus zahrnuje druhy paježura Bruijnova (Zaglossus bruijnii), paježura Attenboroughova (Zaglossus attenboroughi) a paježura Bartonova (Zaglossus bartoni), což jsou všechno druhy větší než ježura australská. Jejich stravou jsou spíše než mravenci a termiti, červi a ponravy. Členové čeledi Tachyglossidae jsou společně se spřízněnou čeledí Ornithorhynchidae vejcorodými savci. Tyto dvě čeledi jsou pak jedinými čeleděmi řádu ptakořitných.
Ježura australská se podle zeměpisného výskytu člení do poddruhů. Samotné poddruhy se vzájemně liší ochlupením, délkou a šířkou ostnů a velikostí čisticího drápu na jejich zadních nohách.
- T. a. multiaculeatus byl nalezen na Klokaním ostrově;
- T. a. setosus se nachází na Tasmánii a dalších ostrovech v Bassově průlivu;
- T. a. acanthion žije na severním území Austrálie a v Západní Austrálii;
- T. a. aculeatus se nalézá v Queenslandu, Novém Jižním Walesu, Jižní Austrálii a Victorii;
- T. a. lawesii přebývá v pobřežních oblastech a na vysočině Nové Guineje a s největší pravděpodobností také v deštném pralese severovýchodního Queenslandu.

Ježura je jedním z nejstarších savců, je stará kolem 110 milionů let.

## Popis
Ježury jsou dlouhé 40 – 45 cm, jejich čenich má délku 75 mm, mají zavalité tělo a váží zhruba od dvou do pěti kilogramů. Tasmánský poddruh T. a. setosus je větší než jeho protějšek na australské pevnině. Krk není zjevně viditelný, a tak je vytvořen dojem plynulého přechodu těla v hlavu. Po straně hlavy se nachází ušní otvory bez ušních boltců. Malé oči má umístěné po stranách u kořene klínovitého čenichu. Na distálním konci čenichu jsou umístěny nosní otvory a ústní otvor, který nemůže být otevřen na větší šířku než 5 mm. Tělo ježury je s výjimkou spodní strany, obličejové části a končetin pokryto až 50 mm dlouhými krémovými ostny, což jsou vlastně přeměněné chlupy s převážným obsahem keratinu. Izolaci ji poskytuje kožich mezi ostny, který mění barvu od rudé až po tmavě hnědou, krátký ocas je také pokryt ostny a chlupy. Odstín zabarvení kožichu a ostnů kolísá podle zeměpisné polohy. Ježuří samci mají na zadní noze dutý osten, který však postrádá jed. Na ježuře může cizopasit největší druh blechy na světě, Bradiopsylla echidnae, která je asi 4 mm velká.
Končetiny ježury jsou přizpůsobeny rychlému hrabání, jsou krátké a mají silné drápy. Ty jsou podlouhlé a stočené do oblouku, čímž umožňují čištění srsti mezi ostny. Na patě zadních nohou mají samci ježury jakousi rohovitou ostruhu, ve které se však, na rozdíl od ptakopyska, nenachází jed. Podobně jako ptakopysk i ježura má nízkou tělesnou teplotu – mezi 30 – 32 °C, ale na rozdíl od ptakopyska, který neupadá do letargie nebo hibernace, může u ježury tělesná teplota klesnout až na 5 °C. Ježura nemá za horka žádný regulační mechanismus pomocí zrychleného dýchání nebo pocení a proto za těchto podmínek vyhledává jako úkryty nory, ve kterých přebývá.
Na podzim a v zimě ježura vykazuje periody strnulosti nebo upadá do hlubokého zimního spánku. Kvůli nízké tělesné teplotě se ježura za horka nebo v zimě pohybuje pomalu. Jako všichni ptakořitní má jediný tělní vývod pro exkrementy, moč a vajíčka, který se nazývá kloaka. Samci mají varlata umístěná uvnitř těla, nemají vnější šourek a mají velmi neobvyklý penis se čtyřmi hrbolky na špičce. Těhotné samici se na vnitřní straně těla vyvíjí vak, ve kterém přenáší své mládě.

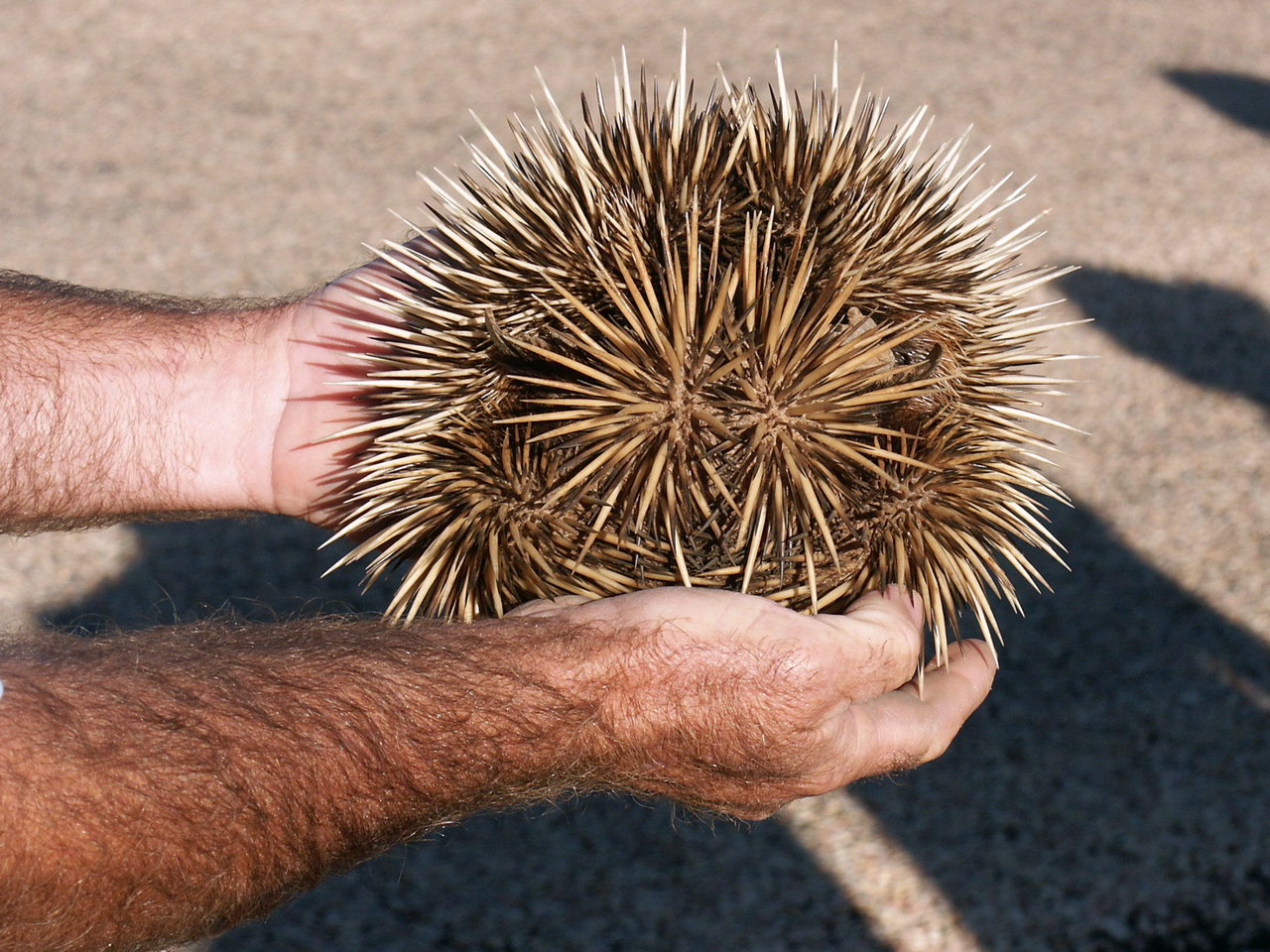
Ježura australská svinutá do klubíčka; čenich je vidět napravo.

Svalstvo ježury vykazuje množství neobvyklých aspektů. Panniculus carnosus je ohromný sval, který se nachází pouze pod kůží a pokrývá celé tělo. Stahováním různých částí tohoto svalu může ježura měnit tvar – nejcharakterističtější změna tvaru je zabalení se při ohrožení do kulového tvaru, chránícím její břicho a nastavujícím nepříteli obrannou řadu krátkých ostnů. Ježura má jednu z nejkratších mích mezi savci, probíhající pouze v délce hrudníku.
Svalstvo obličejové části, čelisti a jazyku je specializováno na sběr potravy. Jediným prostředkem ježury k chytání kořisti je její jazyk, který se může vysunout ven z ústního otvoru až na délku 180 mm. Jazyk je lepkavý díky přítomnosti slin bohatých na glykoproteiny, kterými je z obou stran pokrýván při jeho neustálém pohybu do čenichu. Pomocí jazyku tak ježura chytá mravence a termity, kteří se na něj lepí. Vyčnívající část jazyka je vysunována stlačováním kruhového svalstva, které mění tvar jazyka a žene ho vpřed a také stlačením dvou genioglosálních svalů připojených ke kořeni jazyka a k čelisti. Vystrčený jazyk je ztužený díky rychlému průtoku krve a dovoluje ježuře pronikat jazykem do dřeva a půdy. Stažení vyžaduje stah dvou vnitřních podélných svalů, známých jako sternoglossi. Když je jazyk stažen, je kořist při zpětném pohybu zachycena zvláštními rohovitými destičkami na horním patře a rozdrcena. Jazyk se dokáže pohybovat velkou rychlostí a bylo naměřeno až 100 vysunutí jazyka za minutu.
Životní styl ježury je podporován četnými fyziologickými přizpůsobeními. Protože se zvíře zahrabává, má toleranci na vysoké hodnoty oxidu uhličitého ve vdechovaném vzduchu a nevadí mu situace, kdy jsou koncentrace oxidu uhličitého vysoké. Ucho ježury je citlivé na nízkofrekvenční zvuk, což je ideální pro vyhledávání zvuků vydávaných termity pod zemí. Kůže na čenichu je pokryta mechanickými a tepelnými receptory, které ježuře poskytují informace o okolním prostředí. Ježura má také dobře vyvinutý čich, který využívá k nalezení jedinců opačného pohlaví nebo k vyhledávání kořisti. Má též velmi citlivý oční nerv a má dokázané vizuální rozlišení a prostorovou paměť srovnatelnou s krysami. Mozek a centrální nervový systém ježury byl rozsáhle studován pro evoluční srovnání s placentály. Ježura má, vzhledem k velikosti těla, značně velkou prefrontální mozkovou kůru, na rozdíl od jiných savců. To je možné poznat na rychlém pohybu očí během jejího spánku. Její mozek také obsahuje claustrum, které je podobné jako u placentálů a spojuje je tím se společným předkem.

## Rozmnožování
Na rozdíl od ostatních savců se, podobně jako ptakopysk, líhne z vajíček, velkých asi jako lískový oříšek.
Samotářská ježura vyhledává svého partnera v průběhu května až září, přesná doba páření se liší podle zeměpisné polohy. V době páření vydávají samci i samice silný zápach. Během námluv – poprvé pozorovaných roku 1989 – samci vyhledávají a následují samice. Zástup až desíti samců může sledovat volnou samici při námluvách, které mohou trvat až čtyři týdny, doba se liší podle polohy. V chladnějších oblastech jejich rozšíření, jako je např. Tasmánie, se mohou samice pářit jen pár hodin po procitnutí z hibernace.
Před pářením samec nejdříve samici očichá, věnuje zvláštní pozornost kloace. Zvířata se páří břichem k sobě. Každé spojení má za výsledek jedno vejce, samice se páří pouze jednou za sezónu a každé spojení je úspěšné.
K oplodnění dochází ve vejcovodu. Březost trvá mezi 21 až 28 dny, během této doby samice vyhrabává noru pro mládě, která je asi jeden metr dlouhá, s rozšířeným hnízdním prostorem, který samice vyplní trávou a listím. Následně je jedno hladké a kožnaté vejce průměru 13–17 mm vloženo přímo do malého, otvorem ke hlavě otočeného vaku na jejím břiše. Vak se vytváří během březosti a je podobně jako u vačnatců podepřen dvěma vakovitými kostmi. Před snesením vejce přijímá ve vejcovodu samice stále výživné látky z matčina těla. Za 7–11 dní po snesení se uvnitř vaku mládě vylíhne, podobně jako ptáci. Embryu se během vývoje ve vejci objevuje „vaječný zoubek“, za kterým se ukrývá zoubek mléčný. Vaječný zub používá k proražení skořápky a mizí brzy po vylíhnutí. Díky mléčnému zoubku dokáže sát mateřské mléko. Po vypadnutí těchto zoubků mláděti už žádné nenarostou. V jednom vrhu může být jedno, případně až tři mláďata.
Mláďata jsou kolem 1,5 cm dlouhá a váží mezi 0,3 a 0,4 gramy. Po vylíhnutí se jim říká puggles (pinčlové). Mláďata se živí mlékem, které se doslova potí ve dvou tzv. mléčných polích, umístěných po stranách matčina těla (ptakořitní nemají bradavky). Způsob, jakým přijímají mláďata mléko, přesto není znám, ale bylo pozorováno, že ho přijímají během každého krmení velké množství, neboť je matky mohou zanechat samotné v noře na pět až deset dní. Hlavní součástí mléka jsou fukosylaktóza a sialyllaktóza, má vysoký obsah železa a růžovou barvu. Mladé ježury bývají nakonec ve věku dvou až tří měsíců vypuzeny z vaku, vzhledem k růstu jejich ostnů. Období laktace trvá okolo 150–200 dnů a mladé ježury začnou hrabat mezi 180 až 240 dny. Plné (nikoli pohlavní) dospělosti dosahují ve věku tří až pěti let.
Věk dosažení sexuální dospělosti se liší podle dostupných pramenů. Dvanáctileté polní studium, publikované v roce 2003, zjistilo, že ježury dosahují pohlavní zralosti mezi pátým a dvanáctým rokem života a reprodukční cyklus se liší od jednoho mláděte za dva roky až po jedno mládě za šest let. Také se uvádí, že dospívají již v jednom roce života (Bouchner, 1982), a podle Animal Diversity Web dosahují pohlavní zralosti průměrně v 1,5 letech. V divočině se ježura australská dožila ověřeného věku 50 let a existují další, avšak neoficiální údaje, o jedincích žijících 45 let.

## Ekologie a chování

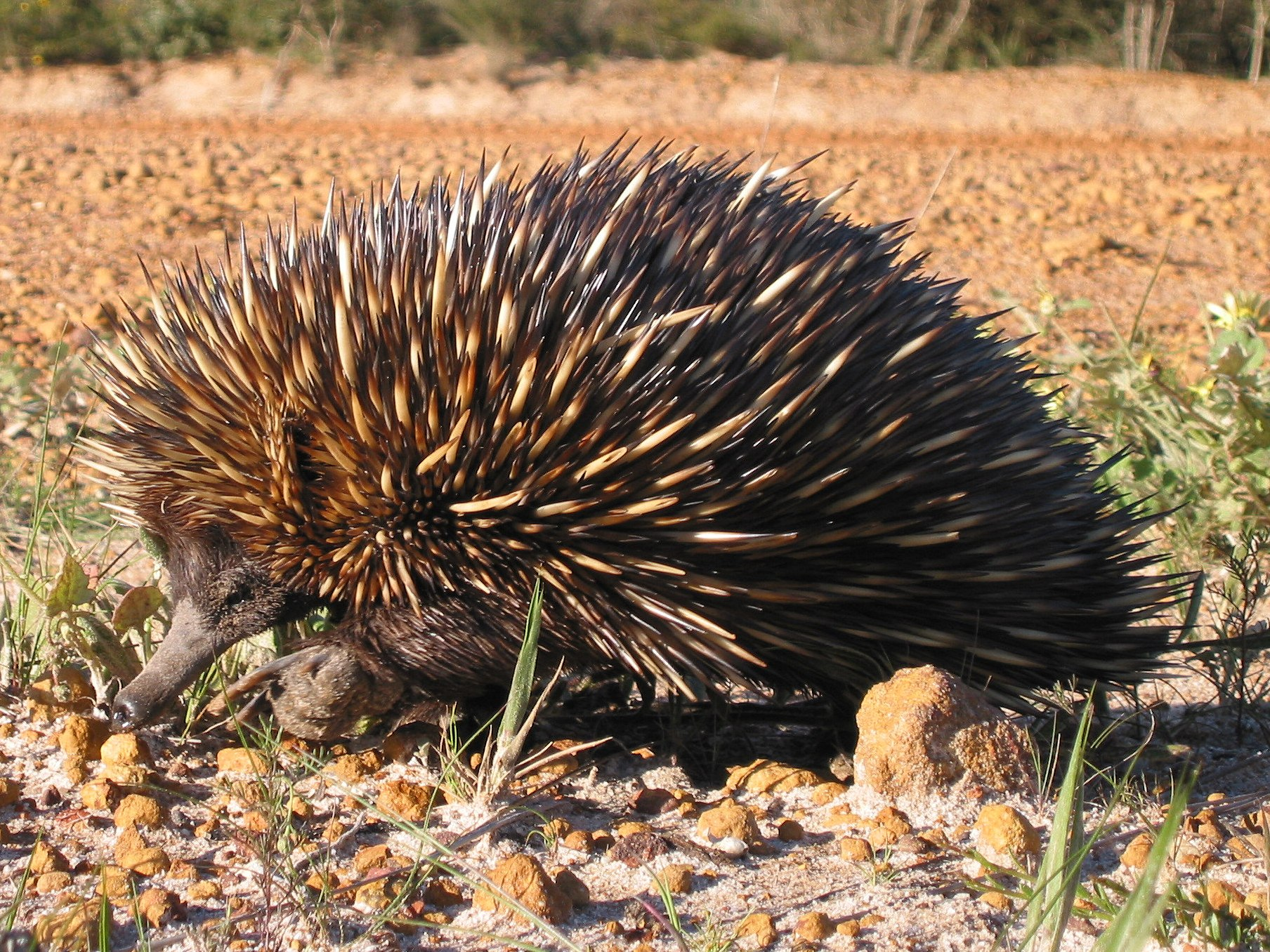
Ježura australská při chůzi

Nebyla zatím publikována žádná ekologická studie ohledně ježury australské, nicméně se objevilo několik studií některých aspektů jejího ekologického působení. Ježura žije samotářským životem a stranou od doupat s odchovanými mláďaty; nemá žádný stálý úkryt nebo hnízdiště. Nemá také žádné domovské území, ale potuluje se po velké oblasti. Ježura je typickým zvířetem, které je aktivní přes den, ale není schopna snižovat svou teplotu, protože nemá potní žlázy a nemůže funět. Proto za horkého počasí mění dobu své aktivity a stává se z ní zvíře soumračné nebo noční. Je schopna vydržet nízké teploty a během zimy v chladných oblastech svého výskytu hibernuje.
Ježura může žít kdekoliv, kde má dostatečnou zásobu potravy, kterou nachází pomocí svého čichu. K tomu využívá čidla na špičce svého čenichu. Její potravou jsou termiti a mravenci. Vyhrabává je pomocí silných končetin, které také využívá k hrabání nory. V případě nebezpečí se také může rychle zakopat do země a vzepřít se nohama do stran, takže se ji nepodaří od země odtrhnout.
V Austrálii se s ježurami nejvíce setkáme v zalesněných oblastech, které jsou hojné na termity sídlící v padlých kmenech. V zemědělské krajině je nejvíce nalezneme v neprostupných houštinách, mohou se vyskytovat také na pastvinách, ve vyprahlých oblastech a v předměstích velkých měst. Málo je známo o jejich rozšíření na Nové Guineji, byly nalezeny v jižní části Nové Guineje mezi Merauke na západě a řekou Keep Welsh, východně od Port Moresby na východě, kde je možné se s nimi setkat v otevřeném lese.

## Stupeň ohrožení
Ježura je běžná na většině území Austrálie a v nížinách Nové Guineji a není zapsána jako ohrožený druh. V Austrálii byly ježury méně ovlivněny obděláváním půdy než jiné živočišné druhy, protože nevyžadují žádné specializované přírodní podmínky a stačí jim pouze slušná zásoba termitů a mravenců. Přes své ostny jsou ježury loveny ptáky, tasmánským čertem, kočkami, liškami a psy. Sloužily také za potravu domorodým Australanům a prvním evropským osadníkům. V současnosti je pro ježuru největším nebezpečím automobilový provoz a ničení některých lokalit, které způsobuje její lokální vyhynutí. Pro ježury je také osudná nákaza importovaným cizopasníkem Spirometra erinaceieuropaei. Wildlife Preservation Society of Queensland je společností, která v rámci Austrálie monitoruje výskyt tohoto druhu.
Rozmnožování ježury v zajetí je velmi obtížné, částečně zřejmě i vzhledem k relativně řídkému rozmnožovacímu cyklu. Pouze pěti zoologickým zahradám se podařilo odrodit mláďata, ale žádné z nich se nedožilo dospělosti. Většina mláďat narozených v zajetí nezvládla přechod z mateřského mléka na pevnou stravu a uhynula v době odstavení. To má vážné důsledky pro zachování ohrožených paježur rodu Zaglossus a v menším rozsahu i pro samotnou ježuru australskou.

## Rozšíření
Ježuru nalezneme v celé Austrálii, kde je nejrozšířenějším původním savcem, dále na Tasmánii a v nížinné a horské oblasti jihozápadní Nové Guineje, kde je známa jako Mugwe v řečech Daribi a Chimbu. Ježura není v současnosti ohrožena vyhynutím, ale lidské aktivity jako lov, ničení přirozeného prostředí a import cizích dravých druhů a parazitů, snižují počty ježur v Austrálii.

## Ježura v lidské kultuře
Ježura australská se často vyskytuje v animistické kultuře domorodých Australanů, včetně jejich výtvarného umění a příběhů. Pro některé kmeny domorodců se ježura stala totemovým zvířetem, jako např. pro lidi kmene Noongar, kteří ji ve svém jazyce nazývali Nyingarn. Některé kmeny si vyprávějí o tomto zvířeti různé mýty; v jedné pověsti se vysvětluje, že ježura vznikla, když skupina mladých hladových mužů na lovu narazila v noci na vombata. Ve snaze ho zabít, vrhli po něm své oštěpy, ale vombatovi se podařilo zmizet ve tmě. Vombat si poté přizpůsobil zabodnuté oštěpy pro svou potřebu a proměnil se tak v ježuru. Jiný příběh pro změnu vypráví o chamtivém muži, který tajil před svým kmenem jídlo. Bojovníci kmene ho potrestali tak, že ho propíchali oštěpy. Muž se však ještě stačil odplížit do buše, kde se změnil na ježuru a oštěpy, vyčnívající z jeho těla, byly přeměněny na ostny.
Ježura je ikonickým zvířetem současné Austrálie. Je zobrazena na Australské pěticentové minci a na pamětní minci o hodnotě 200 liber, vydané v roce 1992. Ježura se také několikrát objevila na poštovním oběživu – stala se jedním ze čtyř divokých druhů zvířat, které se roku 1974 v Austrálii objevily na poštovních známkách (ježura byla na známce hodnoty 25 centů). Roku 1987 byla pro změnu na známce hodnoty 37 centů a dále v roce 1992 na 35 centové známce. Polidštěná ježura Millie se pak stala maskotem letních olympijských her v roce 2000 v Sydney.

## Chov v zoo
Ježura australská je v Česku v současnosti chována ve třech zoologických zahradách:
- Krokodýlí zoo Protivín
- Zoo Plzeň
- Zoo Praha

Na Slovensku tento druh nechová žádná zoo. V celé Evropě je chován přibližně v deseti veřejných zoologických zařízeních.

### Chov v Zoo Praha
Historie chovu ježur v Zoo Praha se začala psát v roce 1954, a to díky prvním importům těchto zvířat. Zajímavostí je, že ježura dovezená prof. Veselovským, dlouholetým ředitelem Zoo Praha, se dožila 50 let. Zajímavostí je, že v 70. letech 20. století bylo nejvíce ježur v Evropě chováno právě v Zoo Praha. Druh byl chován až do roku 2004. Poté následovala pauza zapříčiněná přestavbou pavilonu malých živočichů na Afriku zblízka. Současný (novodobý) chov se datuje od roku 2011 a je spojen s poddruhem Tachyglossus aculeatus lawesii. V průběhu let 2018 a 2019 byli chováni dva samci a dvě samice.
Od roku 2013 jsou ježury k vidění v pavilonu Indonéská džungle. Od roku 2020 je tento druh vystavován v expozičním celku Darwinův kráter v dolní části zoo. První mládě ježury australské se v Zoo Praha vylíhlo začátkem dubna 2021. Ježura dostala jméno Vrána na počest hokejisty Jakuba Vrány, který během mistrovství světa v hokeji v okamžiku, který byl v rozhodujícím okamžiku odchovu mláděte, se stal nejlepším hráčem jednoho ze zápasů. Toto mládě v prosinci 2021 podlehlo rychlé infekci v kritickém období přechodu na stravu dospělých. Další mládě se v zázemí Darwinova kráteru vylíhlo v prosinci 2022 a matčin vak opustilo v únoru 2023 - po předchozí zkušenosti byla veřejnosti tato ježura představena až ve stáří jednoho roku Tento sameček jménem Pýchavka překonal během léta 2023 zdravotní potíže a nečekaně uhynul až na rychlou infekci v lednu 2024.